# Exorista tristis
Exorista tristis là một loài ruồi trong họ Tachinidae.